# Cap de Concesse
El Cap de Concesse és una muntanya de 2.332 metres que es troba entre els municipis de la Vall de Boí i de Vilaller, a la comarca de l'Alta Ribagorça.